# 심재국
심재국(沈在國, 1956년 11월 20일~)은 대한민국의 정치인이다. 제39·41대 강원도 평창군수(민선 6·8기)이다.
민선 3·4기 평창군의원(2002~2010)을 지냈다. 2014년 평창군수 선거에서 당선, 민선 6기 평창군수를 지냈다. 2018년 선거에서는 낙선하였고, 2022년 선거에서 평창군수에 재선되었다.

## 학력
- 장평초등학교 졸업
- 관동대학교 경영학 학사
- 관동대학교 경영행정대학원 경영학 석사

## 경력
- 2002.07~2006.06 제4대 강원도 평창군의회 의원
- 2004.07~2006.06 제4대 강원도 평창군의회 후반기 부의장
- 2006.07~2010.06 제5대 강원도 평창군의회 의원
- 2006.07~2008.06 제5대 강원도 평창군의회 전반기 의장
- 2011.02: 제10대 평창군번영회 회장
- 2014.07~2018.06: 제39대 민선 6기 강원도 평창군수(초선, 새누리당)
- 2022.07~: 제41대 민선 8기 강원도 평창군수(재선, 국민의힘)

## 역대 선거 결과
|  | 46.98% |

|  | 18.06% |

|  | 54.33% |

|  | 49.95% |

|  | 59.09% |

| 전임 이석래 | 제39대 강원도 평창군수(민선) 2014년 7월 1일~2018년 6월 30일 | 후임 한왕기 |

| 전임 한왕기 | 제41대 강원도 평창군수(민선) 2022년 7월 1일~2023년 6월 10일 | 후임 (강원특별자치도 평창군의 승격) |

| 전임 (강원도 평창군의 승격) | 제41대 강원특별자치도 평창군수(민선) 2023년 6월 11일~ |  |